# Coleoscirus trudus
Coleoscirus trudus är en spindeldjursart som beskrevs av Bashir, Afzal och Muhammad Sharif Khan 2006. Coleoscirus trudus ingår i släktet Coleoscirus och familjen Cunaxidae. Inga underarter finns listade i Catalogue of Life.